# .300 Weatherby Magnum
El .300 Weatherby Magnum es un cartucho calibre .30 creado por Roy Weatherby en 1944 y producido por Weatherby, logrando hasta ahora ser el más popular de los cartuchos Weatherby, además de mantenerse por muchas décadas como el más rápido de los .300 magnum; siendo ahora el .30-378 Weatherby Magnum el más veloz.

## Historia
Roy Weatherby había ya experimentado con otros cartuchos como el .270 Weatherby Magnum y el 7mm Weaherby Magnum cuándo creó el .300 Weatherby Magnum, partiendo también del casquillo belted magnum del .300 Holland & Holland Magnum rediseñando el hombro de radios dobles, para generar el efecto venturi característico de los cartuchos de la familia Weatherby Magnum.
El 300 Weatherby Magnum fue introducido en 1944, 19 años antes que el 300 Winchester Magnum, introducido en 1963, que continúa siendo el más popular de los cartuchos 300 magnum a pesar de no lograr las prestaciones del Weatherby. 
Debido a que durante muchos años firmas como Remington, Winchester y Ruger han producido rifles en este calibre, y a que importantes fábricas de munición como Remington, Hornady, Federal, Barnes, Nosler y Norma producen munición en este calibre, sigue gozando mayor popularidad que otros calibres Weatherby.

## Performance
Durante varias décadas, Weatherby reclamó que el .300 Wby Mag como el más potente de los magnum calibre .30 comercialmente disponibles, pero el recientemente fue desplazado por el .300 Remington Ultra Magnum. Sin embargo; Weatherby relanzó el .30-378 Weatherby Magnum obteniendo de nuevo el cartucho comercial más potente entre los .300 Magnums.  
El .300 Weatherby Magnum es netamente un calibre de caza mayor que, al igual que otros .300 Magnum puede aprovecharse con proyectiles de un amplio rango de pesos. Con munición comercial, el .300 Weatherby Magnum obtiene entre 100 y 200 pies por segundo más que el .300 Winchester Magnum con proyectiles de pesos similares, extendiendo de esta manera su trayectoria, permitiéndole lograr concretar tiros a mayores distancias sin tener que compensar la caída al momento de apuntar, además de retener mayor energía al momento del impacto, lo que se traduce en mayor transferencia de energía a la presa, todo a costas de un mayor retroceso y una erosión más precipitada de la garganta del cañón, que resulta en una menor vida útil de este.  Además, el .300 Weatherby Magnum debido a la longitud total del cartucho, requiere ser alimentado en un sistema de cerrojo de acción magnum larga, que significa un rifle más largo y más pesado. 
Si se compara el .300 Weatherby Magnum con el .300 Remington Ultra Magnum, este último tendrá cierto margen al tener una capacidad potencial mayor de almacenamiento de pólvora en su casquillo que el .300 Wby Mag. Pero esta ventaja sólo puede ser apreciada para quienes recargan, porque la munición comercial no es comercializada con las cargas máximas posibles del Ultra Magnum. 
Recientemente han aparecido otros calibres .300 Magnum en el mercado, como el .300 PRC, que podrían competir con el .300 Wby Mag también, pero estos están desarrollados con el objetivo de ser aprovechados con proyectiles pesados, cuyas ventajas solo se podrían apreciar en tiros a largas distancias que exceden los límites que muchos cazadores consideran como éticos para efectos de caza.  

## Uso deportivo
La esencia del .300 Weatherby Magnum radica en su capacidad de propulsar proyectiles de diferentes pesos calibre .308 a muy altas velocidades, que se traducen en trayectorias más planas que puede aprovechar el cazador para acertar sin tener que preocuparse por la caída de la bala, reteniendo a su vez suficiente energía para abatir presas de tamaño considerable.
Con proyectiles ligeros de 150 granos, el .300 Wby Mag, logra una velocidad de salida de unos 3,400 pies por segundo, ofreciendo una trayectoria sumamente plana que permite realizar disparos de más de 300 metros sin que el tirador tenga que preocuparse por calcular la caída de la bala. Trayectoria que se asemeja a la ofrecida por otros cartuchos de la familia Weatherby, tales como el .257 Wby Mag o el 6.5-300 Wby Mag.
Pero con proyectiles de entre 180 y 220 granos es cuando los .300 Magnum empiezan a brillar, y el .300 Wby Mag logra enviar un proyectil calibre .30 de 180 granos a unos 3,200 pies por segundo, generando una combinación de trayectoria plana y pegada sumamente efectiva para abatir presas de gran contextura, tales como el wapiti o el alce, a largas distancias de manera efectiva. Los proyectiles de 180 granos, con coeficientes balísticos de más de 0.5, le confieren también una mayor capacidad de sortear vientos cruzados que puedan desviar un proyectil así como de conservar más energía a largas distancias; volviendo al .300 Wby Mag una opción bastante adecuada para la caza mayor en zonas de montaña.